# 행성탈출: 반란의 서막
행성탈출: 반란의 서막(Science Fiction Volume One: The Osiris Child)은 오스트레일리아에서 제작된 쉐인 아베스 감독의 2016년 액션, SF 영화이다. 켈란 루츠 등이 주연으로 출연하였고 시도니 아빈 등이 제작에 참여하였다.

## 출연

### 주연
- 켈란 루츠
- 다니엘 맥퍼슨

### 조연
- 이사벨 루카스
- 루크 포드
- 레이첼 그리피스
- 테무에라 모리슨
- 티간 크로프트
- 브렌 포스터
- 황지기
- 피래스 디라니
- 해리 파브리디스
- 폴 윈체스터
- 조 벤투라
- 비앙카 브레디
- 브렌단 클러킨
- 앤디 로더레다

## 제작진
- Line PD: 재퀴 피퍼
- 공동제작: 브라이언 캐치아
- 미술: 조지 리들
- 시각효과: 스티브 앤더슨
- 의상: 니콜라 던
- 배역: 페이스 마틴